# Gustavo Caetano-Anollés
Gustavo Caetano-Anollés est professeur de bioinformatique au département des sciences des cultures de l'Université de l'Illinois à Urbana-Champaign. Il est expert dans le domaine de la génomique évolutive et comparative.

## Biographie

### Études et recherches
Caetano-Anolles a obtenu son doctorat en biochimie à l'Université nationale de La Plata en Argentine en 1986. Au début de sa carrière à l'Université d'État de l'Ohio et à l'Université du Tennessee, il a étudié la symbiose entre les bactéries formant des nodules racinaires fixant l'azote et les légumineuses sous différents angles, explorant le rôle de l'attachement bactérien, de la chimiotaxie, et des signaux systémiques des plantes qui contrôlent le nombre de nodules. Pendant son séjour au Tennessee, il a co-inventé la technique d'amplification de l'ADN avec des amorces arbitraires [voir les empreintes d'amplification de l'ADN (DAF) et l'ADN polymorphe amplifié au hasard (Amplification aléatoire d'ADN polymorphe)]. Cette technique génère des empreintes digitales d'acides nucléiques et de marqueurs moléculaires utiles pour la cartographie du génome, l'écologie moléculaire et l'étude de l'évolution. Il a également développé des méthodes largement utilisées pour la coloration à l'argent de l'ADN, qui sont disponibles dans le commerce. Il détient plusieurs brevets américains en biologie moléculaire. Il a rejoint la faculté du Département de Biologie de l'Université d'Oslo en 1998 et a dirigé le laboratoire d'écologie moléculaire et d'évolution.
Depuis 2003, il est à l'Université de l'Illinois et est affilié à l'Institut Carl R. Woese pour la biologie génomique. Il a reçu le prix Emile Zuckerkandl en évolution moléculaire en 2002, et est devenu boursier universitaire de l'Université de l'Illinois en 2010. Ses recherches actuelles intègrent la biologie structurale, la génomique et l'évolution moléculaire. Il s'intéresse particulièrement à l'évolution de la structure macromoléculaire. Son groupe de recherche a récemment reconstitué l'histoire du monde des protéines en utilisant des informations dans des génomes entiers, a révélé l'existence d'un «big bang» de combinaisons de domaines protéiques à la fin de l'évolution, retracé l'évolution des protéines dans les réseaux biologiques (voir la base de données MANET), a découvert l'origine des réseaux biologiques modernes dans les voies du métabolisme des nucléotides, et a révélé d'importantes tendances réductrices évolutives dans la composition structurelle des protéines.

### Une nouvelle théorie virale
Son groupe de recherche a utilisé des informations génomiques pour proposer l'hypothèse selon laquelle les virus sont dérivés de cellules anciennes et étaient la première lignée à provenir du dernier ancêtre commun universel de la vie (LUCA). Le groupe a également découvert qu'Archaea était la première lignée cellulaire à surgir dans l'évolution, d'un ancêtre universel complexe au niveau moléculaire et cellulaire. Son équipe explore actuellement le rôle de la structure et de l'organisation dans la coévolution des protéines et de l'ARN fonctionnel (par exemple, l'ARN ribosomal et de transfert), y compris l'origine et l'histoire de la traduction et du code génétique. L'analyse phylogénomique des molécules d'ARN et de protéines qui composent l'ensemble ribosomal massif montre que la structure d'ARN ribosomal la plus ancienne a interagi avec la protéine ribosomale la plus ancienne et que cela a déclenché un processus d'accrétion coordonné qui a finalement abouti à un noyau ribosomal fonctionnel.

## Sélection de publications
- Nasir A, Kim KM, Caetano-Anollés G (2012) Évolution virale. Origines cellulaires primordiales et adaptation tardive au parasitisme. Éléments génétiques mobiles 2 (5): 1-6[10].
- Kim KM, Win T, Jiang YY, Chen LL, Xiong M, Caetano-Anollés D, Zhang HY, Caetano-Anollés G (2012) La structure du domaine protéique révèle l'origine du métabolisme aérobie et la montée de l'oxygène planétaire. Structure 20 (1): 67-76[11].
- Kim KM, Caetano-Anollés G (2010) Emergence et évolution des fonctions moléculaires modernes déduites de l'analyse phylogénomique de données ontologiques " Biologie moléculaire et évolution 27 (7) 1710-1733.
- Caetano-Anollés G, Wang M, Mittenthal JE (2009) L'origine, l'évolution et la structure du monde protéique. Biochemical Journal 417 (3): 621-637[12].
- Sun FJ, Caetano-Anollés G (2008) Modèles évolutifs dans la séquence et la structure de l'ARN de transfert: origines précoces des archées et des virus. PLoS Computational Biology 4 (3): e1000018[13].
- Sun FJ, Caetano-Anollés G (2008) L'origine et l'évolution de l'ARNt déduit de l'analyse phylogénétique de la structure " Journal of Molecular Evolution 66 (1) 21-35.
- Wang M, Yafremava LS, Caetano-Anollés D, Mittenthal JS, Caetano-Anollés G (2007) Évolution réductrice des répertoires architecturaux dans les protéomes et la naissance du monde tripartite " Genome Research 17 (11) 1572-1585.
- Wang M, Caetano-Anollés G (2006) Phylogénie globale déterminée par la combinaison de domaines protéiques dans les protéomes " Biologie moléculaire et évolution 23 (12) 2444-54.
- Mathesius U, Mulders S, Gao M, Teplitski M, Caetano-Anollés G, Rolfe BG, Bauer WD (2003) Réponses étendues et spécifiques d'un eucaryote aux signaux de détection bactérienne. Actes de la National Academy of Sciences USA 100 (3) 1444-1449.
- Caetano-Anollés G, Caetano-Anollés D (2003) Un univers structuré par l'évolution de l'architecture des protéines " Genome Research 13 (7) 1563-1571.
- Caetano-Anollés G (2002) Tracing the evolution of RNA structure in ribosomes " Nucleic Acids Research 30 (11) 2575-2587.
- Caetano-Anollés G (2002) Structure secondaire de l'ARN évolué et l'enracinement de l'arbre universel " Journal of Molecular Evolution 54 (3) 333-345.
- Caetano-Anollés G (1996) Scanning d'acides nucléiques par amplification in vitro: nouveaux développements et applications. Nature Biotechnology 14 (13) 1668-1674.
- Caetano-Anollés G, Gresshoff PM (1991) Contrôle phytogénétique de la nodulation. Revue annuelle en microbiologie 45: 345-382.